# TOHOシネマズシャンテ
TOHOシネマズシャンテ（とうほうシネマズ シャンテ、TOHO CINEMAS CHANTER）は、東京都千代田区有楽町のシャンテビル内にある映画館。経営・運営はTOHOシネマズ株式会社。

## 概要
日比谷映画劇場、有楽座跡地に「シャンテ シネ（Chanter Cine）」として2スクリーンで1987年10月に開業。隣接する東宝日比谷ビルと同時期に建築・計画された。同ビルとは地下階で連絡しており、名称から日比谷シャンテの付属施設と見なされる場合もあるが、TOHOシネマズへ移管されてからは映画館の運営は独立している。また、その東宝日比谷ビルとの連絡通路があるシャンテビル地下階には日比谷シャンテのテナント区画として使われている。
2009年2月3日よりTOHOシネマズ シャンテに館名変更され、全国のTOHOシネマズ名のシネコン同様にインターネット販売「vit」、ポイントカード「シネマイレージカード」が導入された。
単館上映と呼ばれていた映画館をミニシアターとして一般的に認知されるきっかけとなった映画館とされ、インディペンデント系の外国作品のうちアート的なもの、女性向きのものと、ミニシアター系配給会社による邦画作品を中心に上映している。また、年に数回ほど全国公開の東宝洋画系作品（TOHOシネマズ系）のチェーンマスターになることもある。
オープン当初はTBSのサテライトスタジオも設けられており（厳密にはスタジオスペースをTBSが賃借し、スタジオ内の機材運用と管理を千代田ビデオが請け負っていた）、『新伍のお待ちどおさま』『平成名物TV』などの生番組を主に放送していた。サテライト - TBS本局間の映像伝送には、TBSと東京通信ネットワーク（後のパワードコム）が共同開発した、当時としては画期的なデジタル映像伝送システム（伝送速度は100Mbps）が使われていた。これは1994年頃に閉鎖され、1995年にスクリーン3へ改装されている。
2000年頃に日時指定券（全席自由席・定員入替制）制度を導入。2001年12月に1と2の館名を入替え。2005年6月4日から休館して改装工事を行い、同年7月9日にリニューアルオープンした。リニューアルオープン時に全席指定席（初回のみ全席自由席・定員入替制）が導入された。
入り口近くの日比谷シャンテ敷地内にある「合歓の広場」には、森繁久彌、山田五十鈴、池部良、高峰三枝子、三船敏郎、森光子、丹波哲郎、小林桂樹、淡島千景、高峰秀子、植木等、若山富三郎、高倉健、勝新太郎、仲代達矢、菅原文太、平幹二朗、夏木陽介、加山雄三、緒形拳、八千草薫、山本富士子、草笛光子、池内淳子、有馬稲子、佐久間良子、倍賞千恵子、吉永小百合ら映画俳優の手形やゴジラのミニチュア像が置かれている。
2015年3月23日に、TOHOシネマズ日比谷が隣接する東京ミッドタウン日比谷に2018年オープンすることが発表されたと同時に、TOHOシネマズシャンテはTOHOシネマズ日劇とともに入れ替わる形で閉館するとされた。しかし2017年8月31日、日劇の閉館が2018年2月上旬と発表されたと同時に｢～シャンテ｣は閉館を撤回されている。これにより、2018年3月29日より｢～シャンテ｣も、すでに一体運営が発表されていたTOHOシネマズスカラ座・みゆき座とともに、16スクリーン、3448席の日本最大級の映画施設群として運営されることとなる。

### 沿革
- 1987年（昭和62年）10月3日 - 「シャンテ シネ」（2スクリーン／東宝運営）として開館。
- 1995年（平成7年）**月**日 - サテライトスタジオを改装し、3スクリーンとなる。
- 2005年（平成17年）6月4日 - 改装休館
- 2005年（平成17年）7月9日 - リニューアルオープン。
- 2006年（平成18年）10月1日 - 運営・経営がTOHOシネマズへ移管。（それ以前は東宝経営、東宝サービスセンター運営）
- 2009年（平成21年）2月2日 - 「TOHOシネマズシャンテ」に改称。

## 座席数
| スクリーン | 座席数 | 車いす席 | フロア  | Size(m) | Size(m) | 音響設備      |
| スクリーン | 座席数 | 車いす席 | フロア  | 縦      | 横      | 音響設備      |
| ---------- | ------ | -------- | ------- | ------- | ------- | ------------- |
| 1          | 224    | 1        | 4階     | 3.5     | 8.2     | デジタル5.1ch |
| 2          | 201    | 1        | 2階     | 3.3     | 7.9     | デジタル5.1ch |
| 3          | 190    | 1        | 地下1階 | 3.0     | 7.3     | デジタル5.1ch |

- 座席数には車いす席数を含まない。
- スクリーン1、2、3は、2009年以前はそれぞれ「シャンテ シネ1、2、3」という名称だった。